# Empoasca sprita
Empoasca sprita är en insektsart som beskrevs av Ross 1963. Empoasca sprita ingår i släktet Empoasca och familjen dvärgstritar. Inga underarter finns listade i Catalogue of Life.